# ギンポ亜目
ギンポ亜目（ギンポあもく、学名: Blennioidei）は、スズキ目の下位分類群の一つ。2016年発行のFishes of the World 5th Editionでは、以下の科を含む分類群をイソギンポ目 Blenniiformesとしている。
「ギンポ」と名の付く魚類はゲンゲ亜目（ニシキギンポ科・ボウズギンポ科）やワニギス亜目（ベラギンポ科・トビギンポ科）など、ギンポ亜目以外のグループにも多数含まれている。その中の1種 Pholis nebulosa （標準和名：ギンポ）はゲンゲ亜目ニシキギンポ科に所属し、ギンポ亜目の魚類ではない。

## 概要
ギンポ亜目の仲間は世界中の温暖な海に分布する。ほとんどの種類はサンゴ礁や岩礁域など沿岸の浅い海に生息し、潮だまりでもしばしば観察される。熱帯・亜熱帯の海に住むヘビギンポ科・イソギンポ科、温帯域で暮らすアサヒギンポ科・コケギンポ科など、気候帯による棲み分けが比較的明瞭な一群である。体長15センチメートル（cm）未満の小型魚類が多く、食用に利用されることはほとんどないが、鮮やかな色彩と斑紋をもつことから観賞魚として親しまれるものもいる。
体はやや細長く、ハゼに似た体型をもつものが多い。頭部にさまざまな形態をとる、特徴的な皮弁（cirri）をもつ種類が多い。皮弁は吻、鼻部、眼の直上、うなじ（眼の後部）の部分に存在し、小さな突起状のものから枝分かれした大きな房状のものまで、種によって多様な構造がみられる。
腹鰭は胸鰭より前にあり、皮膚に埋没した1本の棘条と2 - 4本の軟条をもつ。臀鰭の棘条は0 - 2本で、腹鰭と臀鰭の軟条は分枝しない。背鰭・臀鰭の棘条を支える担鰭骨は単一である。鼻孔は両側に2対ある。本亜目に共通する骨格上の特徴としては、咽鰓下骨のうち第二・第四番のものを欠き、第一番がある場合は軟骨状となっていること、第一上鰓骨の鉤状突起を欠くことなどが挙げられる。

## 分類
ギンポ亜目は6科136属818種で構成される。近年行われたミトコンドリアDNAの解析は、本亜目の単系統性を裏付けるものであった。ギンポ亜目内部において、どのグループが最も古い起源をもつかは見解が分かれており、Nelsonの体系で採用されたヘビギンポ科ではなく、ダクテュロスコプス科であるとする研究者もいる。また、後期に出現したとみられる3科（アサヒギンポ科・ラブリソムス科・コケギンポ科）を一つの科にまとめる場合もある。複数の科で、中新世の地層からの化石が知られている。

### ヘビギンポ科

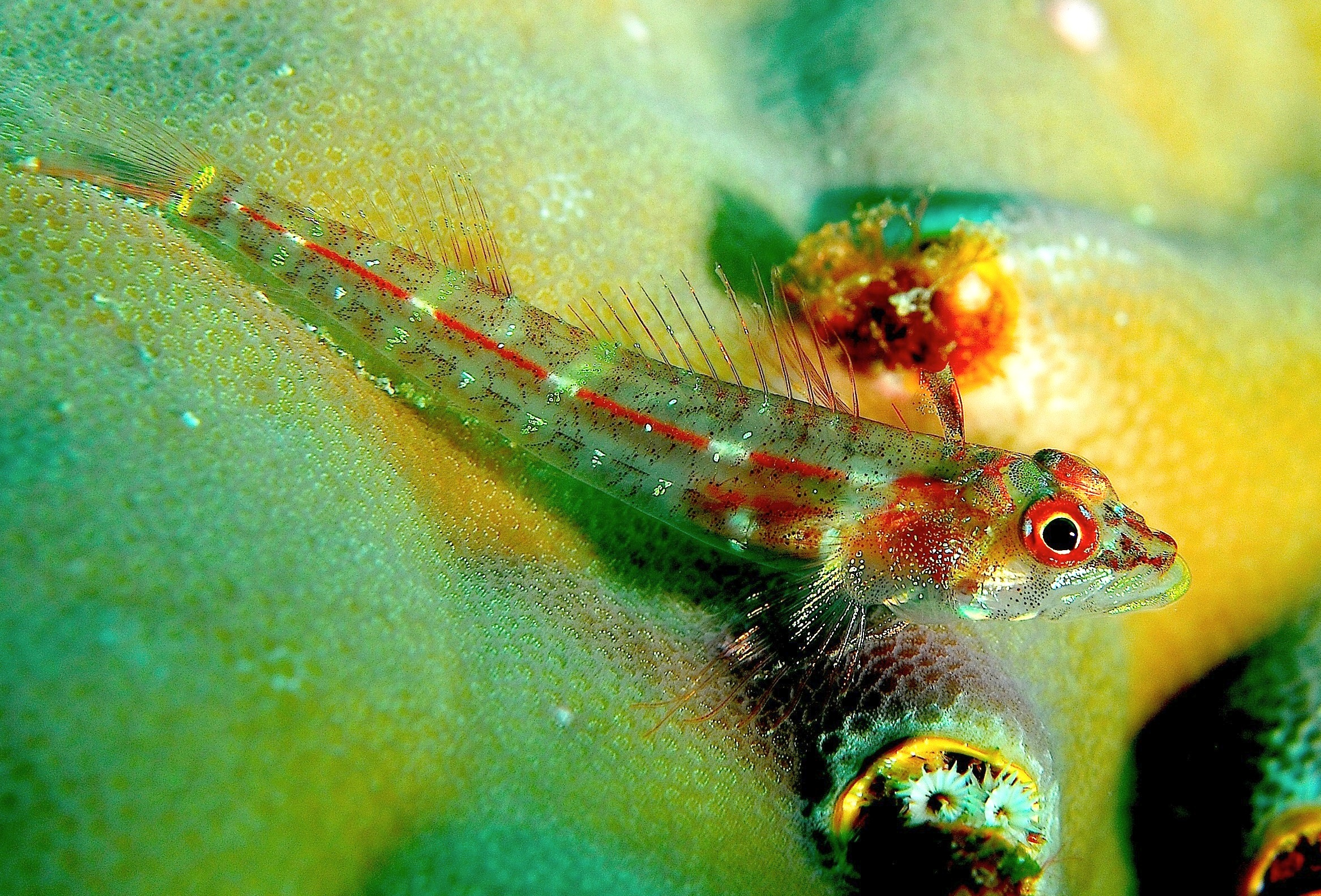
クロマスク属の1種Helcogramma gymnauchen （ヘビギンポ科）

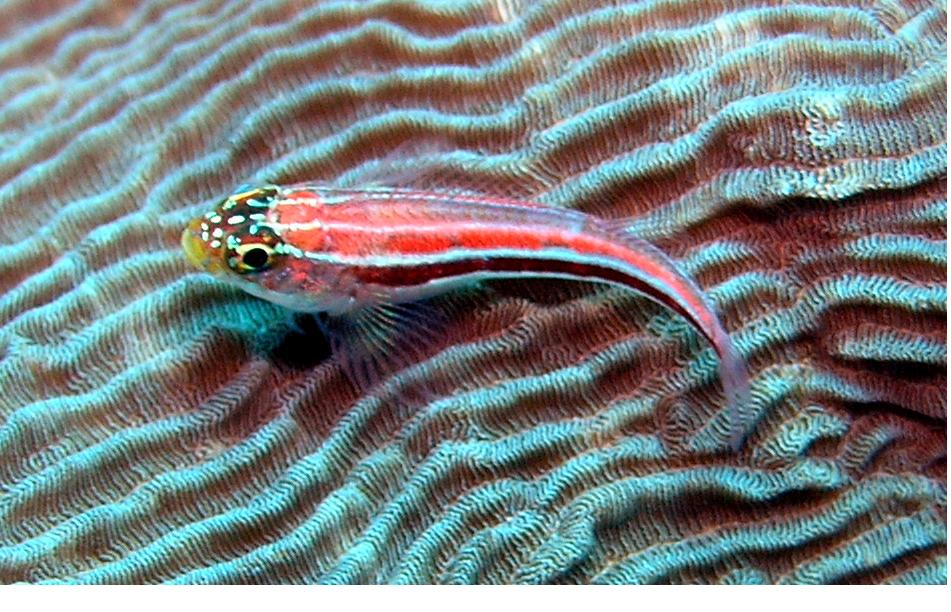
タテジマヘビギンポ Helcogramma striatum （ヘビギンポ科）。南日本の岩礁域に生息する普通種で、性的二形は示さない

ヘビギンポ科 Tripterygiidae は23属150種で構成され、インド洋・太平洋・大西洋の熱帯域に広く分布する。インド太平洋での多様性が特に顕著で、大西洋の種は比較的少ない。ニュージーランドに産する1種のみ、河口域に進出することが知られている。ほとんどの種類は体長6 cm未満の小型魚類で、雄と雌で色彩が異なる性的二形を示すことが多い。皮弁をもつが、うなじにはない。
上顎を前に突き出すことができる。本亜目の中では唯一、櫛鱗の鱗をもつ。背鰭は3つの部分に分かれており、第1・第2背鰭は棘条のみで構成される。臀鰭の棘条は0 - 2本で、多くの種類では2本。
- カスリヘビギンポ属 Ucla
- クロマスク属 Helcogramma
- ニセヘビギンポ属 Norfolkia
- ヒメギンポ属 Springerichthys
- ヘビギンポ属 Enneapterygius
- 他18属

### ダクテュロスコプス科
ダクテュロスコプス科 Dactyloscopidae は9属43種を含む。南北アメリカ大陸の熱帯から温帯域に分布し、汽水域に進出するものもいる。体長は最大で15 cm程度。ワニギス亜目の魚類と似て、砂底に体を埋もれさせる種類が多い。他の多くの真骨類と異なり、海水を鰓から排出する機構において、鰓蓋の代わりに鰓条が重要な役割を果たしている。唇と鰓蓋の上部は房状の構造で縁取られ、砂粒の混入や目詰まりを防ぐ機能があるとみられる。
口は斜め上向きにつく。眼は背中側にあり、突き出すことができる種類もある。鱗は円鱗。背鰭の基底は長く、種によって連続していることもあれば分かれていることもある。
- Dactyloscopus 属
- Gillellus 属
- 他7属

### イソギンポ科

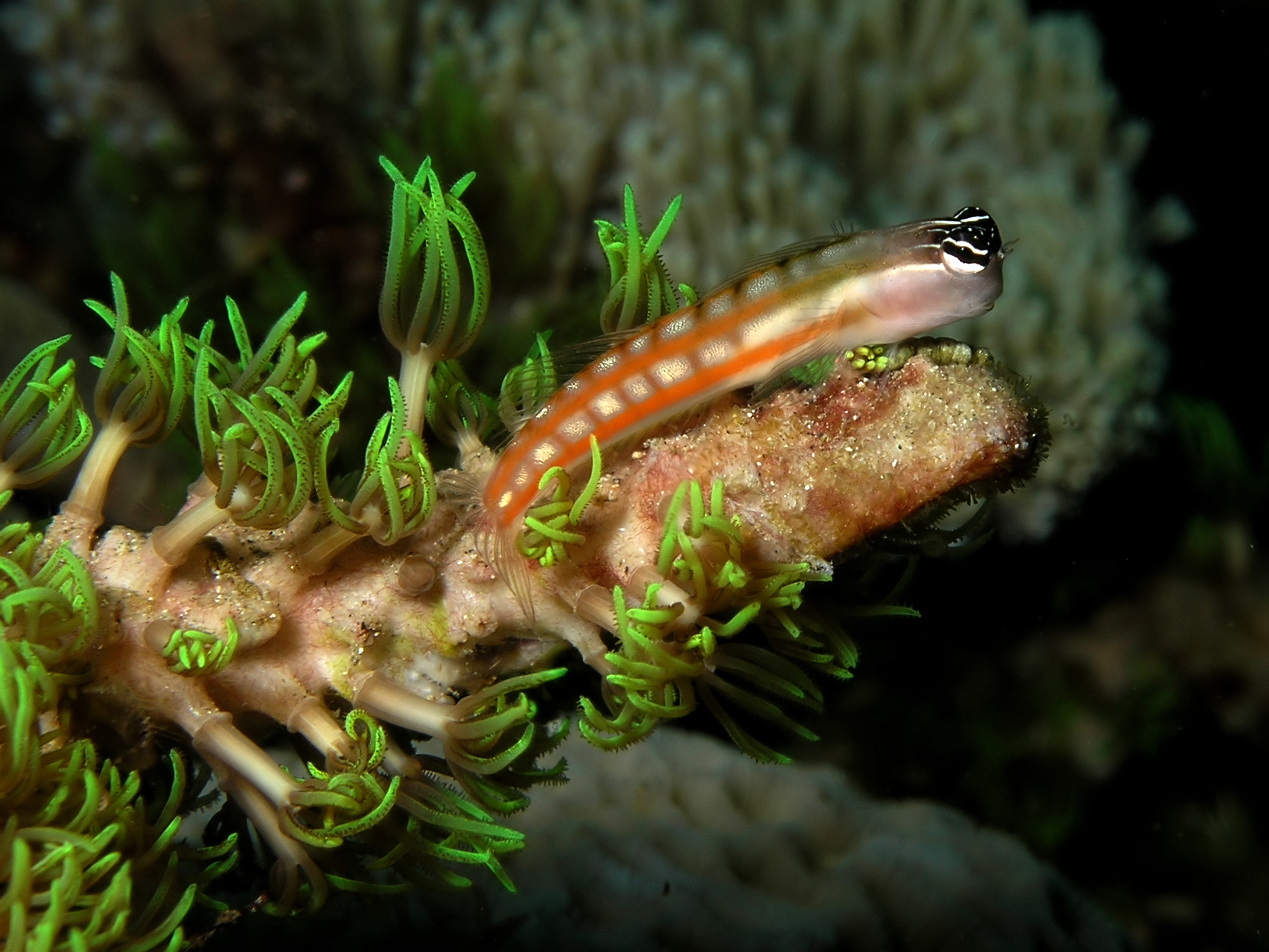
ニラミギンポ属の1種 Ecsenius axelrodi （イソギンポ科）。本科の仲間は口先が前に出ず、平坦な頭部をもつものが多い

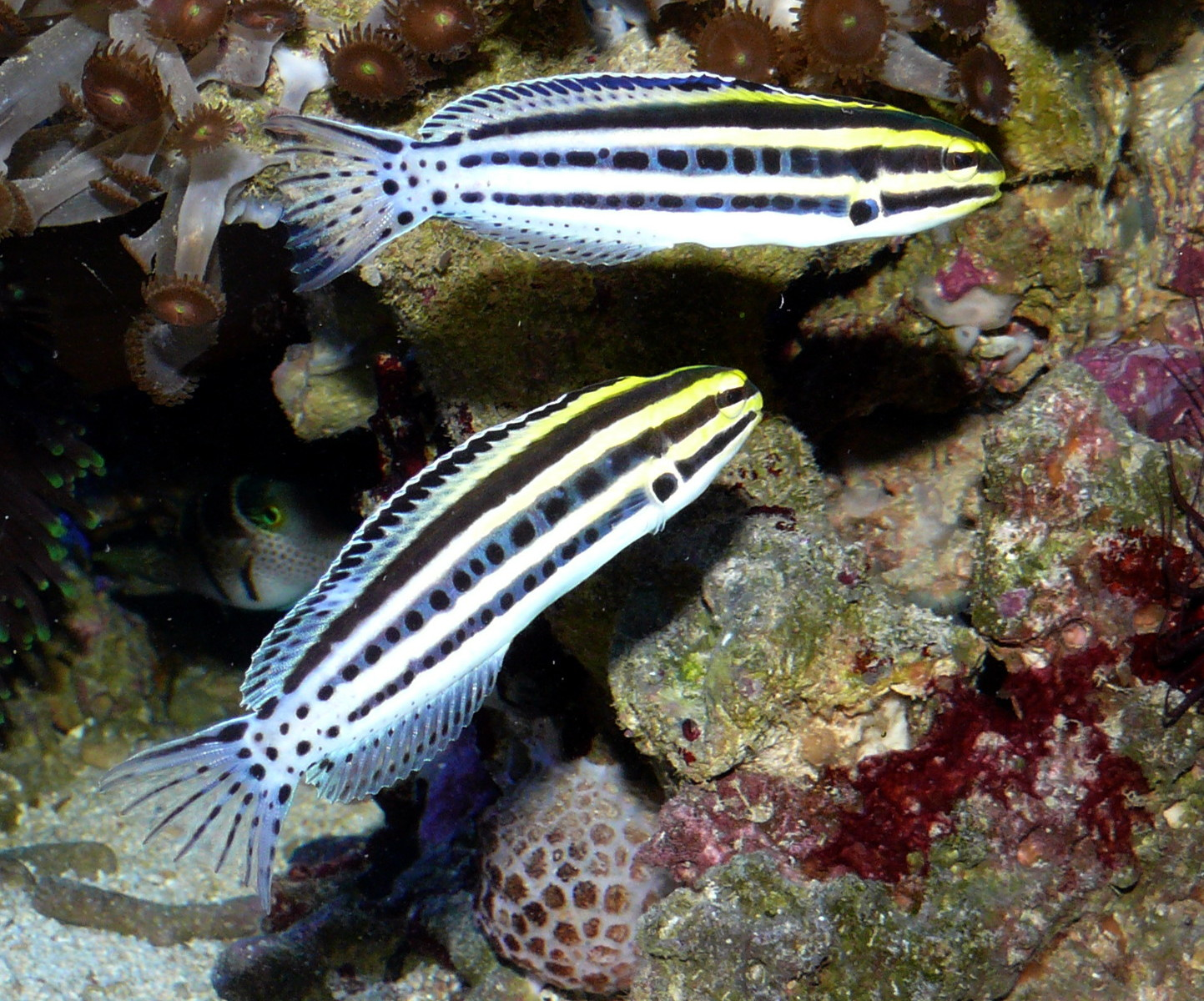
ヒゲニジギンポ Meiacanthus grammistes （イソギンポ科）。遊泳性で、活発に泳ぎ回る

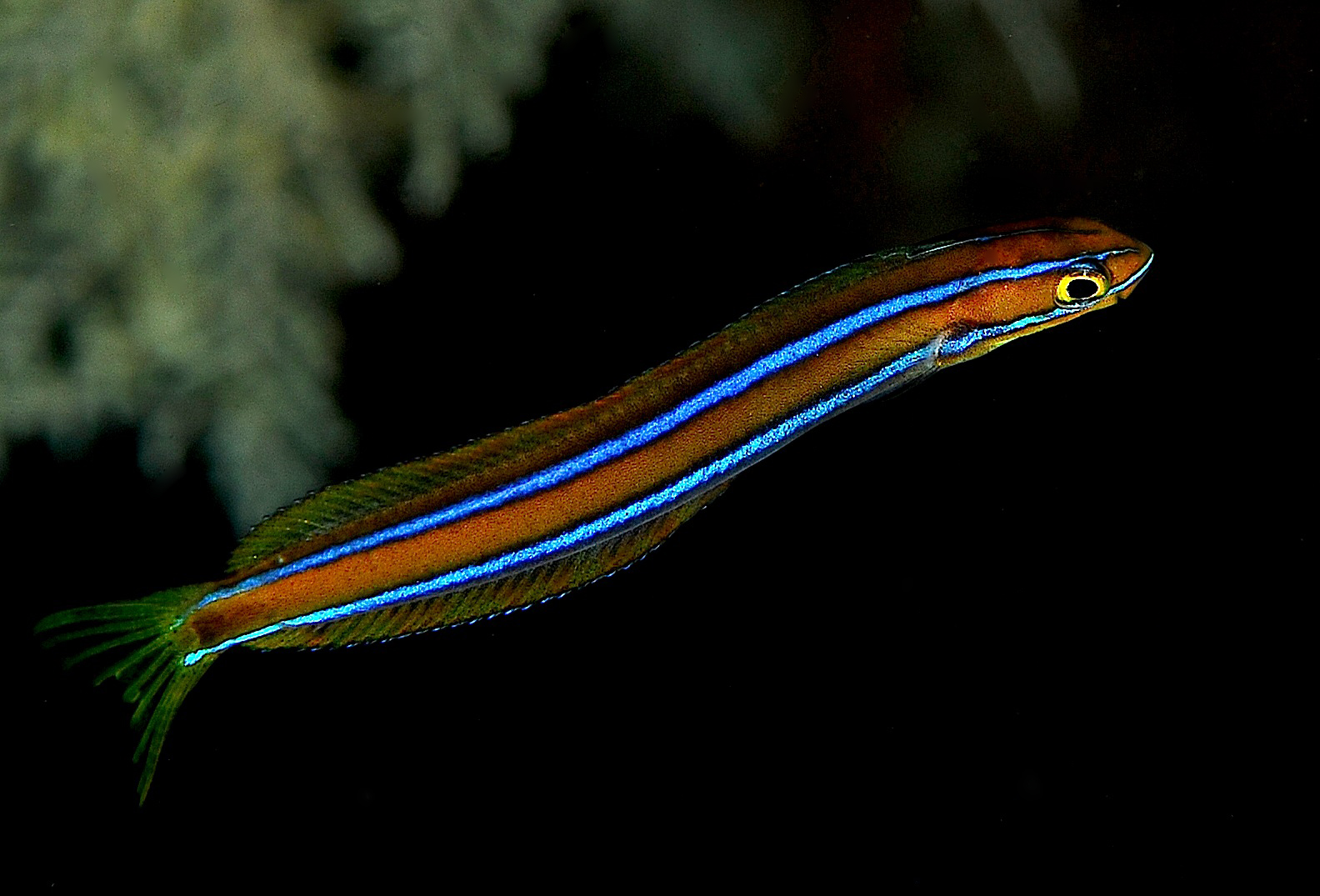
ミナミギンポ Plagiotremus rhinorhynchos （イソギンポ科）。他の魚を襲って鰭や皮膚を食べる肉食性の魚類

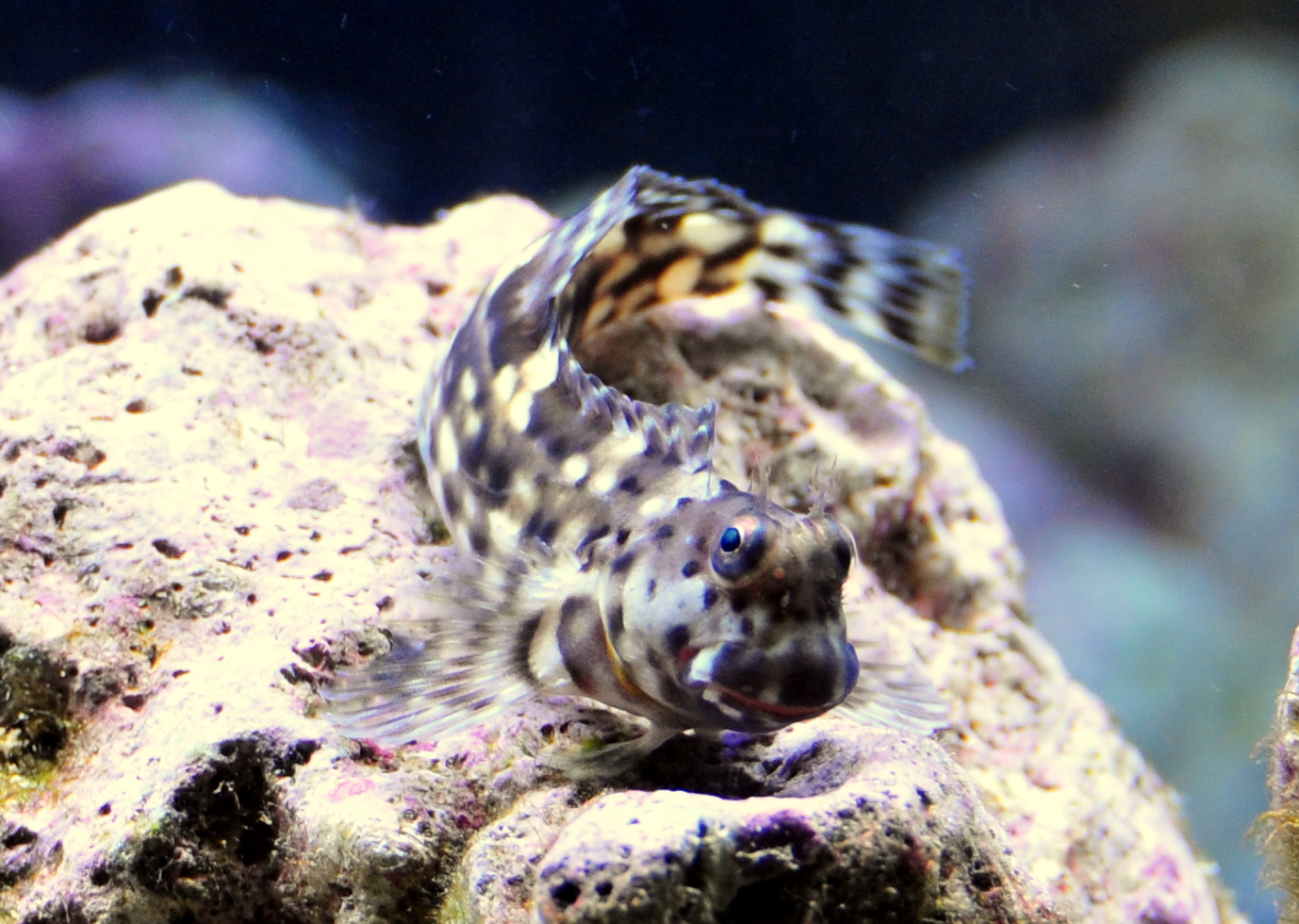
ヤエヤマギンポ Salarias fasciatus （イソギンポ科）。藻類を主食とし、日本では沖縄周辺で普通に見られる

イソギンポ科 Blenniidae (Combtooth blenny)は5族56属360種で構成される。三大洋の熱帯・亜熱帯海域に広く分布し、淡水域に暮らす種も少数ながら知られている。最大50 cm余りになるものもいるが、ほとんどは15 cm未満の小型種である。
吻が前に出ておらず、垂直に切り立った頭部をもつ種類が多い。上顎を突き出すことはできない。鱗をもたない（一部の種類では側線鱗をもつ）。テンクロスジギンポ属の2種を除き腹鰭をもち、棘条は短く皮膚に埋もれる。口蓋骨に歯はなく、顎の歯は櫛状でほとんどの種類は犬歯を備える。背鰭は一つで、前半部分は3 - 17本の柔軟な棘条、後半は棘条よりも多い軟条で構成される。臀鰭の棘条は2本で、雌では最初の1本が生殖器に埋もれることがある。一部の属を除き浮き袋をもたない。
- Salariini 族  41属からなり、インド洋から西部太平洋に生息する種類が多い。かつて存在した Parablenniini 族は、現在では本族と統合されている。
  - イソギンポ属 Parablennius (Tompot blenny)
  - インドカエルウオ属 Atrosalarias
  - エリグロギンポ属 Crossosalarias
  - カエルウオ属 Istiblennius
  - スジギンポ属 Entomacrodus
  - セダカギンポ属 Exallias
  - タテガミカエルウオ属 Cirripectes
  - タテガミギンポ属 Scartella
  - タネギンポ属 Praealticus
  - タマカエルウオ属 Alticus
  - ツマリギンポ属 Stanulus
  - ニラミギンポ属 Ecsenius
  - ハナカエルウオ属 Blenniella
  - ヒナギンポ属 Nannosalarias
  - マツバギンポ属 Mimoblennius
  - ヤイトギンポ属 Glyptoparus
  - ヤエヤマギンポ属 Salarias
  - ヨダレカケ属 Andamia
  - ロウソクギンポ属 Rhabdoblennius
  - Lipophrys (Shanny、Common Blenny、 Sea Frog)
  - 他21属
- Blenniini 族  2属5種からなる。
  - Blennius 属 ギンポ属
  - Spaniblennius 属
- Omobranchini 族  7属を含む。
  - カラスギンポ属 Parenchelyurus
  - クロギンポ属 Enchelyurus
  - ナベカ属 Omobranchus
  - ヒルギギンポ属 Omox
  - マダラギンポ属 Laiphognathus
  - 他2属（Haptogenys、Oman）
- Phenablenniini 族  1属1種。スマトラ島・ボルネオ島など東南アジアに分布する。形態は Omobranchini 族と類似するが、鰭の特徴から区別されている。
  - Phenablennius 属
- Nemophini 族  5属を含み、インド洋・太平洋が分布の中心。他の4族と異なり、基蝶形骨を欠く。ウナギギンポ属はウナギのような細長い体型が特徴。ヒゲニジギンポ属には頬に毒腺をもつものがいる。
  - ウナギギンポ属 Xiphasia
  - クロスジギンポ属 Aspidontus
  - テンクロスジギンポ属 Plagiotremus
  - ハタタテギンポ属 Petroscirtes
  - ヒゲニジギンポ属 Meiacanthus

### アサヒギンポ科

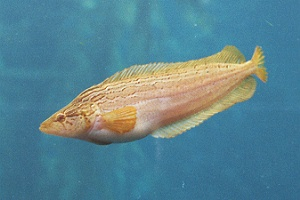
アサヒギンポ科の1種Heterostichus rostratus （Myxodini 族）本族の背鰭には切れ込みがなく、前半の棘条部はほぼ一定の高さ

アサヒギンポ科 Clinidae は3族20属74種を含み、世界中の温帯域を中心に分布する。他のギンポ亜目魚類とは異なり、熱帯域に生息するものは4種程度しか知られていない。頭部の皮弁はうなじ以外の部位にある。
鱗は小さく円鱗で、皮膚に埋もれることが多い。背鰭は一つで基底は長く、棘条の数が軟条よりも多い。臀鰭の棘条は2本。
- Ophiclinini 族  4属12種からなり、オーストラリア南部に分布する。体はウナギのように細長い。皮弁は眼上にはなく、鼻部にも欠くものが多い。背鰭・臀鰭の基底は非常に長く、尾鰭と連続する。側線は退化的。卵胎生で、雄は交接器をもつ。
  - Ophiclinus 属
  - 他3属
- Clinini 族  11属53種を含む。インド洋・西部太平洋の温帯域を中心に分布し、本科では数少ない熱帯産種も所属する。鼻部と眼上に皮弁をもつものが多い。背鰭には切れ込みがあり、先頭の3本の棘条は丈が高くなっている。卵胎生である。
  - アサヒギンポ属 Springeratus
  - ベニアサヒギンポ属 Heteroclinus
  - Clinus 属
  - 他8属
- Myxodini 族  5属9種からなり、西半球と地中海に分布する。皮弁は鼻部と眼上に位置する。背鰭に切れ込みはなく、棘条の丈は高くない。卵生で、雄に交接器はない。
  - Heterostichus 属
  - Myxodes
  - 他3属

### ラブリソムス科
ラブリソムス科 Labrisomidae は15属105種を含む。大西洋・太平洋の熱帯域、特に中央アメリカと南アメリカに多く分布する。多くの種類は吻・眼上・うなじに皮弁をもつ。本科の単系統性は不明瞭で、近年の分子生物学的解析からはコケギンポ科との関連性が示唆されている。
ほとんどの種類は鱗をもち、円鱗で皮膚に埋没はしない。背鰭の棘条は軟条よりも多く、軟条をもたないものもいる。Xenomedea 属および Starksia 属の一部は胎生で、後者の雄は交接器をもつ。
- Labrisomus 属
- 他14属

### コケギンポ科

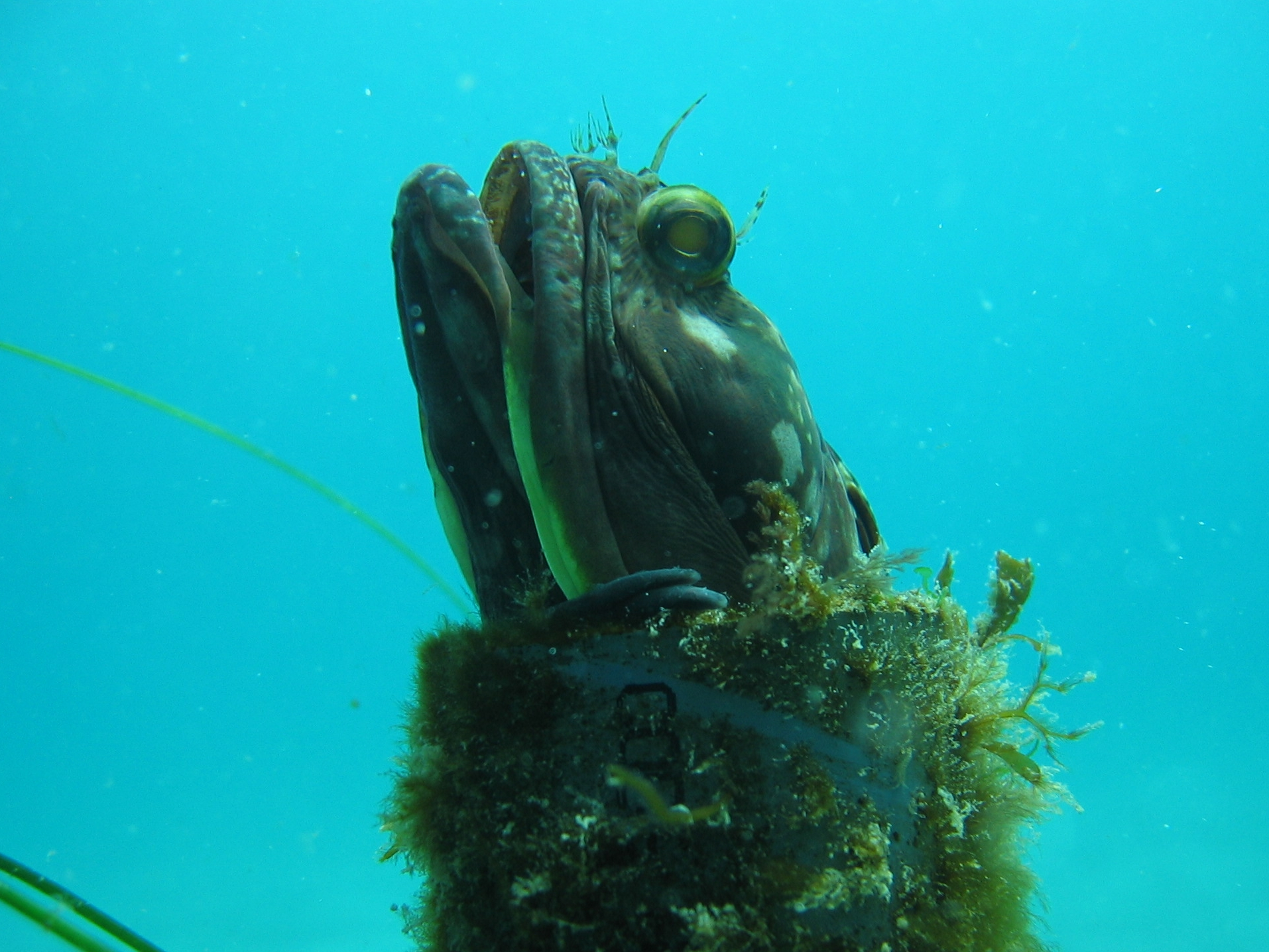
コケギンポ属の1種Neoclinus blanchardi （コケギンポ科）。日本近海には本属の6種が分布する

コケギンポ科 Chaenopsidae （カエノプシス科）は13属86種で構成され、多くは南北アメリカ大陸の温帯海域に分布する。皮弁はうなじにはなく、眼上・鼻部での有無はさまざま。体長は一般に16cm未満である。
本科およびラブリソムス科に所属する魚類のうち、日本近海に分布するのはコケギンポ属（Neoclinus）のみである。コケギンポ属の配置に関しては分類上の混乱があり、Nelson（2006）ではラブリソムス科・本科の両方に Neoclinus を記載している。本稿では藍澤（1997）の見解に従い、コケギンポ属を本科（Chaenopsidae）に配置し、科名を「コケギンポ科」とした。
体は細長く、左右に平べったく側扁する。鱗と側線をもたない。背鰭前部の丈が非常に高い種類がある。一部の種類では、背鰭と臀鰭が尾鰭と連続する。
- コケギンポ属 Neoclinus
- Chaenopsis 属
- 他11属